# 皇帝党路
43°46′12.30″N 11°15′54.39″E / 43.7700833°N 11.2651083°E
皇帝党路（Via Ghibellina）佛罗伦萨市中心最长的街道之一，东西走向，西到巴杰罗美术馆，尽头正对着巴迪亚佛罗伦萨（Badia Fiorentina），止于古代城墙所在的环形林荫大道。沿街有许多古迹。

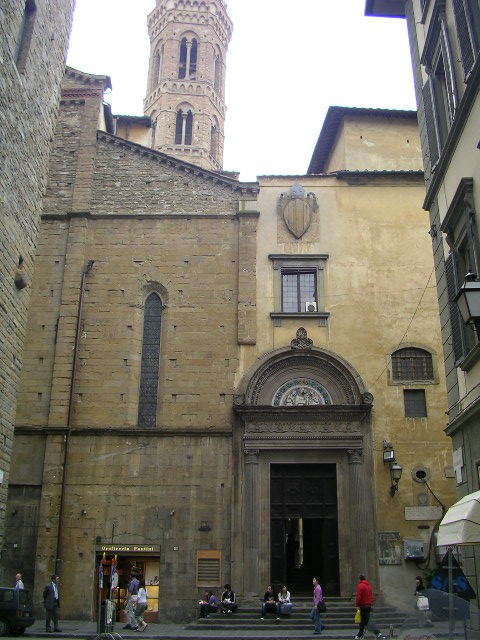
西端的巴迪亚佛罗伦萨
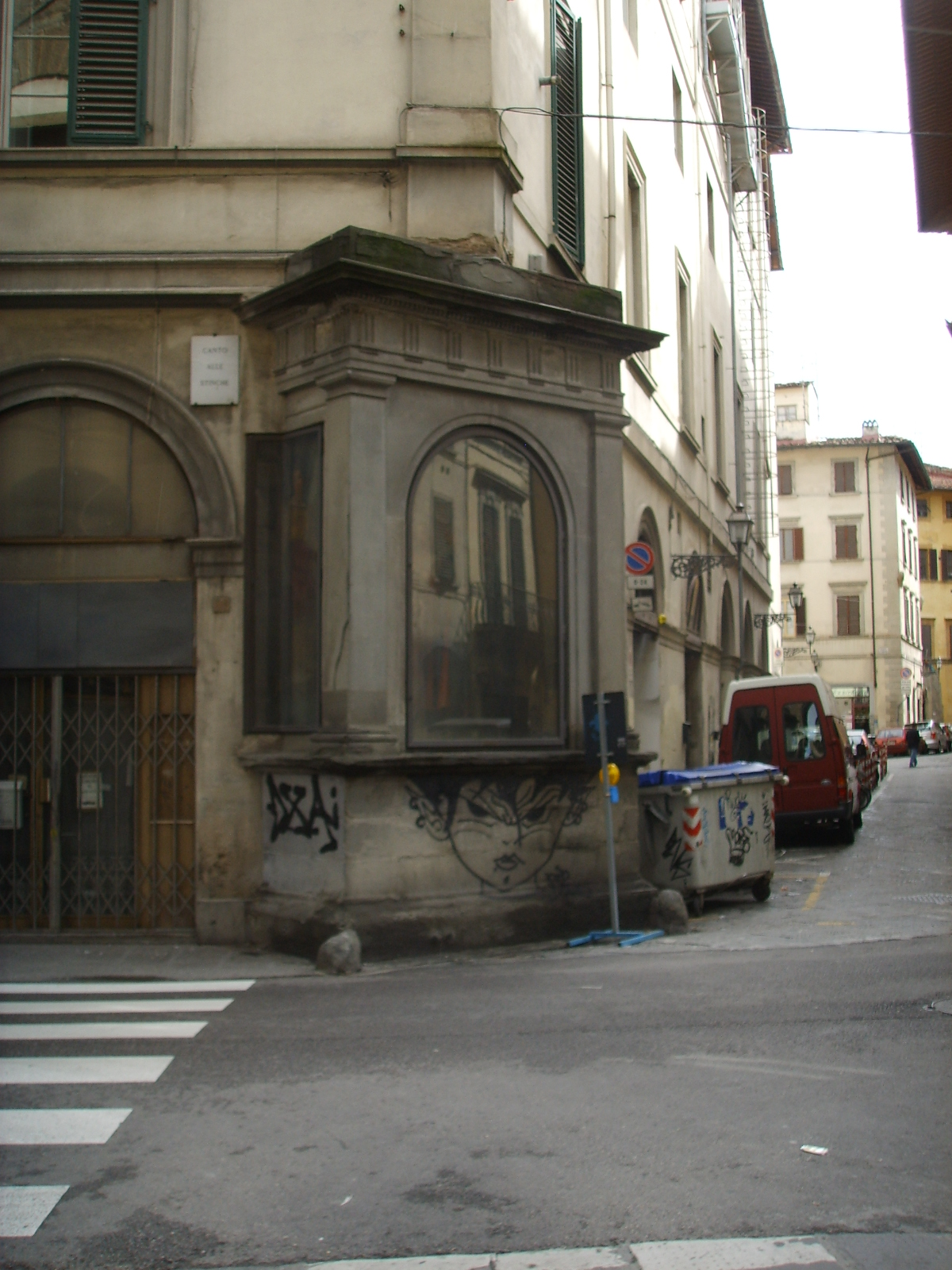
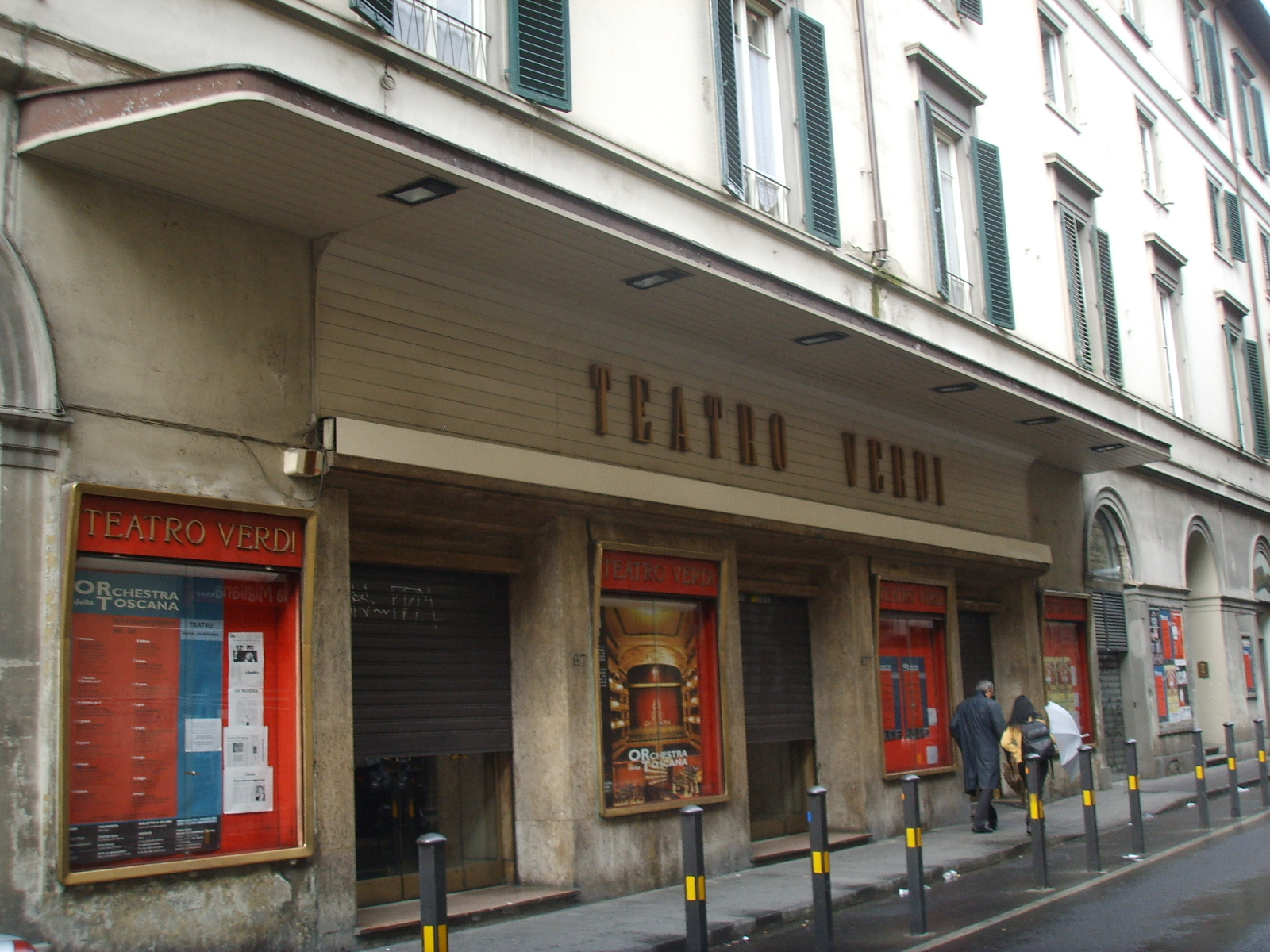
威尔第歌剧院
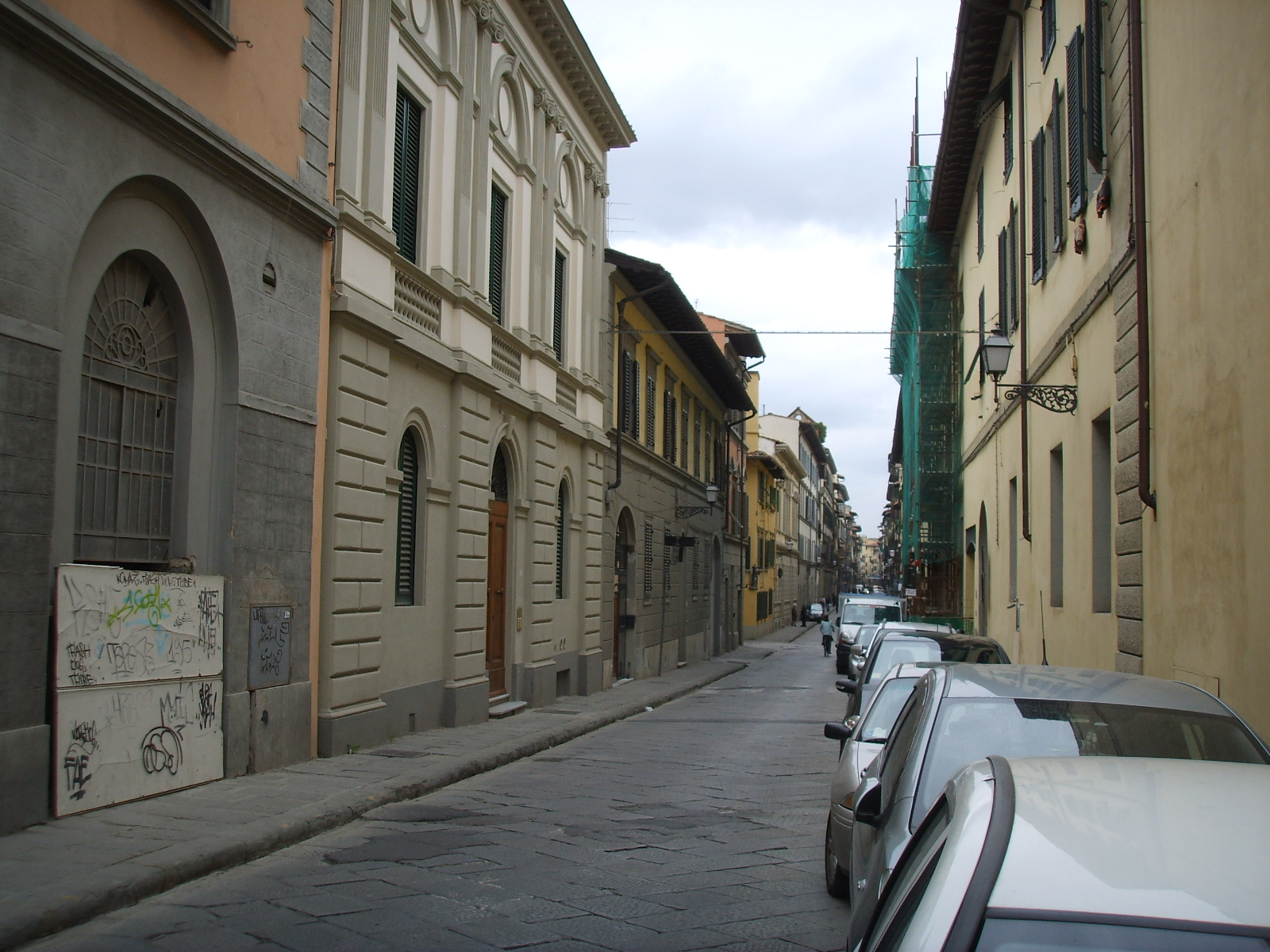
最后一段路